# اقتصاد غينيا الاستوائية
يعتمد اقتصاد غينيا الاستوائية على النفط بسبب اكتشاف واستغلال احتياطيات النفط الكبيرة في الثمانينيات. وفي عام 2017، خرجت البلاد من حالة «أقل البلدان نمواً» ، وتعد هي وبوتسوانا الدولتان الأفريقيات الوحيداتان الواقعة جنوب الصحراء الكبرى التي تمكنتا من القيام بذلك.
وعلى الرغم من النمو الاقتصادي وتحسين البنية التحتية، فقد احتلت البلاد المرتبة 138 فقط من أصل 188 دولة على مؤشر الأمم المتحدة للتنمية البشرية في عام 2015، وعلى الرغم من الدخل القومي الإجمالي إلا أنها لا تزال تعاني من الفقر المدقع. وبعد انهيار أسعار النفط في عام 2014، دخل الاقتصاد في حالة من السقوط الحر مما أدى بالنمو في دوامة هبوطية من حوالي 15٪ إلى -10٪.

## التاريخ الاقتصادي

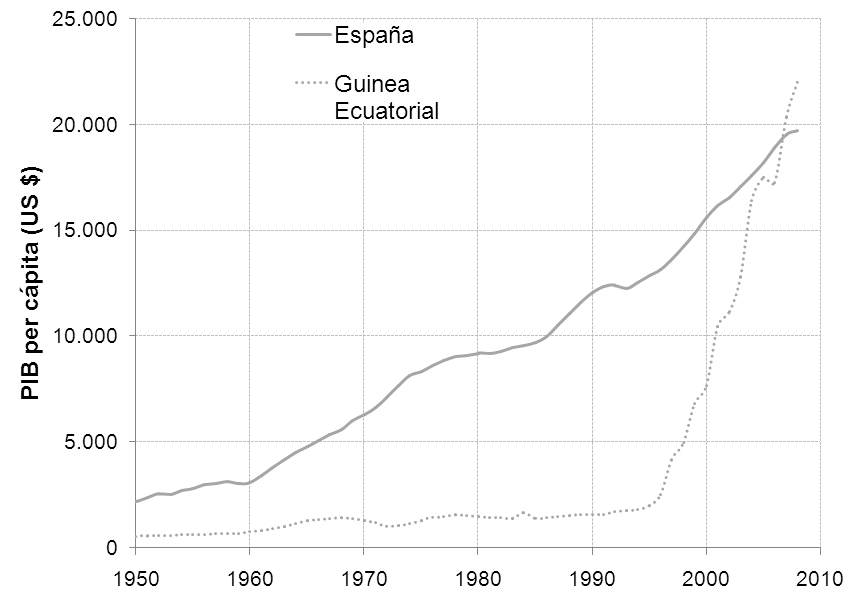
مقارنة الناتج المحلي الإجمالي للفرد في غينيا الاستوائية وإسبانيا، القوة الاستعمارية السابقة.

بسب اكتشاف النفط ارتفع الناتج المحلي الإجمالي بنسبة 105.2٪ في عام 1997، وبلغ نمو الناتج المحلي الإجمالي 23٪ في عام 1999، وتشير التقديرات الأولية إلى نمو بنحو 15٪ في عام 2001، ووفقًا لتوقعات صندوق النقد الدولي لعام 2001. نما دخل الفرد من حوالي 1000 دولار في عام 1998 إلى حوالي 2000 دولار في عام 2000.
انخفض التضخم من 38.8٪ في عام 1994 بعد تخفيض قيمة الفرنك، إلى 7.8٪ في عام 1998، و 1.0٪ في عام 1999. وعندما تبنت الحكومة في عام 1992 برنامج الاستثمار العام الذي أقره البنك الدولي. قامت حكومة غينيا الاستوائية ببيع بعض المؤسسات الحكومية. في محاولة لخلق مناخ استثماري أكثر ملاءمة. وشمل الإصلاح إلغاء قيود الحصص وتخفيض الرسوم الجمركية.
بلغ الدين الخارجي لغينيا الاستوائية حوالي 69 مليار فرنك أفريقي (100 مليون دولار أمريكي) في عام 2000، أي أقل بقليل من عام 1999 ، وفقًا لبيانات البنك المركزي. انخفضت نسبة ديون غينيا الاستوائية من 20٪ من الناتج المحلي الإجمالي في عام 1994 إلى 1٪ فقط في عام 2000. وازدادت احتياطيات النقد الأجنبي بشكل طفيف.
عملت غينيا الاستوائية في إطار التكيف الهيكلي المعزز الذي تفاوض عليه صندوق النقد الدولي حتى عام 1996. ومنذ ذلك الحين، لم تكن هناك اتفاقات أو ترتيبات رسمية. وفي أغسطس 1999. شدد مديرو صندوق النقد الدولي على حاجة غينيا الاستوائية إلى فرض مزيد من الانضباط المالي، والمساءلة، وإدارة أكثر شفافية للجمهور. وفي عام 1999، بدأت حكومة غينيا الاستوائية في محاولة تلبية المتطلبات التي يفرضها صندوق النقد الدولي ، والحفاظ على الاتصال مع ممثلي صندوق النقد الدولي والبنك الدولي. ومع ذلك، سمحت الثروة النفطية المكتشفة حديثًا للحكومة بتجنب تحسين الانضباط والشفافية والمساءلة.

## القطاعات
اعتمدت غينيا الاستوائية قبل الاستقلال على إنتاج الكاكاو. وفي عام 1959، كان لديها أعلى دخل للفرد في إفريقيا والذي لا تزال تمتع به. وساهم اكتشاف احتياطيات النفط الكبيرة في عام 1996 واستغلالها لاحقًا في زيادة كبيرة في الإيرادات الحكومية. وغي من عام 2004، كانت غينيا الاستوائية ثالث أكبر منتج للنفط في إفريقيا جنوب الصحراء.
وتعد الزراعة وصيد الأسماك أيضا من المكونات الرئيسية للناتج الإجمالي. وعلى الرغم من أن غينيا الاستوائية قبل الاستقلال كانت تعتمد على إنتاج الكاكاو، فإن إهمال الاقتصاد الزراعي في ظل الأنظمة المتعاقبة قد قلل من إمكانات النمو الزراعي. ومع ذلك، فقد أعلنت الحكومة عزمها على إعادة استثمار بعض عائدات النفط في الزراعة. وتشمل الموارد الطبيعية غير المستغلة التيتانيوم، خام الحديد، المنغنيز، اليورانيوم، والذهب.

### الزراعة
الزراعة هي النشاط الاقتصادي الرئيسي، ويشارك فيها حوالي 71 ٪ من القوة العاملة. يقدر أن 8٪ من الأراضي تعمل في إنتاج المحاصيل. المحاصيل الرئيسية هي الكاكاو، الكسافا، البطاطا الحلوة، الموز. بعد الاستقلال في عام 1968، عانت البلاد من دكتاتورية قمعية لمدة 11 عامًا، دمرت الاقتصاد. ولم يتعاف القطاع الزراعي الذي كان معروفًا تاريخيًا بالكاكاو عالي الجودة تمامًا. في عام 1969، أنتجت غينيا الاستوائية 36161 طنًا من الكاكاو لكن الإنتاج انخفض إلى 4512 طن في 1980 و4800 طن في عام 2000. كما انخفض إنتاج البن بشكل حاد خلال هذه الفترة ليصل إلى 100000 طن في عام 2000. تعد الأخشاب المصدر الرئيسي للعملات الأجنبية بعد النفط، تمثل حوالي 12.4٪ من إجمالي عائدات الصادرات في 1996-1999. زاد إنتاج الأخشاب بشكل مطرد خلال التسعينيات ؛ حيث بلغت صادرات الأخشاب رقماً قياسياً بلغ 789000 متر في عام 1999.

### النفط والتعدين
يعتبر التنقيب عن البترول وإنتاجه جوهر اقتصاد غينيا الاستوائية، ويمثل من 87 في المائة من الدخل القومي لغينيا الاستوائية. ونتيجة لذلك، لم يول اهتمام كبير لاستكشاف واستخدام الموارد المعدنية للبلاد؛ لا يوجد تعدين تجار ، على الرغم من وجود عمليات تعدين صغيرة للذهب. وقد أجرت الحكومة غينيا الاستوائية استكشافات أولية التي تظهر فرص تعدين محتملة للألماس والكولتان.

## إحصائيات
يبين الجدول التالي أهم المؤشرات الاقتصادية 1980-2017.
| السنة                                                  | 1980  | 1985   | 1990  | 1995   | 2000    | 2005   | 2006   | 2007   | 2008   | 2009   | 2010   | 2011   | 2012   | 2013   | 2014   | 2015   | 2016   | 2017   |
| ------------------------------------------------------ | ----- | ------ | ----- | ------ | ------- | ------ | ------ | ------ | ------ | ------ | ------ | ------ | ------ | ------ | ------ | ------ | ------ | ------ |
| الناتج الإجمالي بمليارت الدولار (تعادل القوة الشرائية) | 0.09  | 0.15   | 0.19  | 0.45   | 6.20    | 21.56  | 23.48  | 27.79  | 33.38  | 34.09  | 31.43  | 34.17  | 37.68  | 36.71  | 37.22  | 34.09  | 31.18  | 30.35  |
| نصيب الفرد (تعادل القوة الشرائية)                      | 412   | 482    | 498   | 1,020  | 11,981  | 35,721 | 37,785 | 43,454 | 50,732 | 50,363 | 45,141 | 47,719 | 51,187 | 48,499 | 47,701 | 42,648 | 37,985 | 36,017 |
| النمو                                                  | 4.8 % | 12.9 % | 2.5 % | 26.5 % | 112.1 % | 8.2 %  | 5.7 %  | 15.3 % | 17.8 % | 1.3 %  | −8.9 % | 6.5 %  | 8.3 %  | −4.1 % | −0.7 % | −9.1 % | −9.7 % | −4.4 % |
| الدين (نسبة مئوية من الناتج الإجمالي)                  | 146 % | 184 %  | 157 % | 137 %  | 37 %    | 3 %    | 1 %    | 1 %    | 0 %    | 4 %    | 8 %    | 7 %    | 7 %    | 7 %    | 13 %   | 36 %   | 48 %   | 43 %   |